# Aspidoras
Aspidoras – rodzaj słodkowodnych ryb  z  rodziny kiryskowatych (Callichthyidae).

## Klasyfikacja
Gatunki zaliczane do tego rodzaju:
- Aspidoras albater
- Aspidoras belenos
- Aspidoras brunneus
- Aspidoras carvalhoi
- Aspidoras depinnai
- Aspidoras eurycephalus
- Aspidoras fuscoguttatus
- Aspidoras lakoi
- Aspidoras maculosus
- Aspidoras menezesi
- Aspidoras microgalaeus
- Aspidoras pauciradiatus
- Aspidoras poecilus
- Aspidoras psammatides
- Aspidoras raimundi
- Aspidoras rochai
- Aspidoras spilotus
- Aspidoras taurus
- Aspidoras velites
- Aspidoras virgulatus

Gatunkiem typowym jest Aspidoras rochai.